# 汉惹拔体育场
汉惹拔体育场 (马来语: Stadium Hang Jebat)是一个位于马来西亚马六甲的多功能体育场，名字源于马六甲苏丹王朝的汉惹拔，是马来西亚足球队马六甲联的主场。该体育场目前主要用于足球赛。体育场的容量为40,000人。汉惹拔体育场主办了2010年马来西亚全运会。

## 历史
体育场于2004年9月完工。 由于2018年世界杯预选赛期间叙利亚遭遇的内战， 叙利亚国家足球队将这里作为其主场。

## 图集

汉惹拔体育场
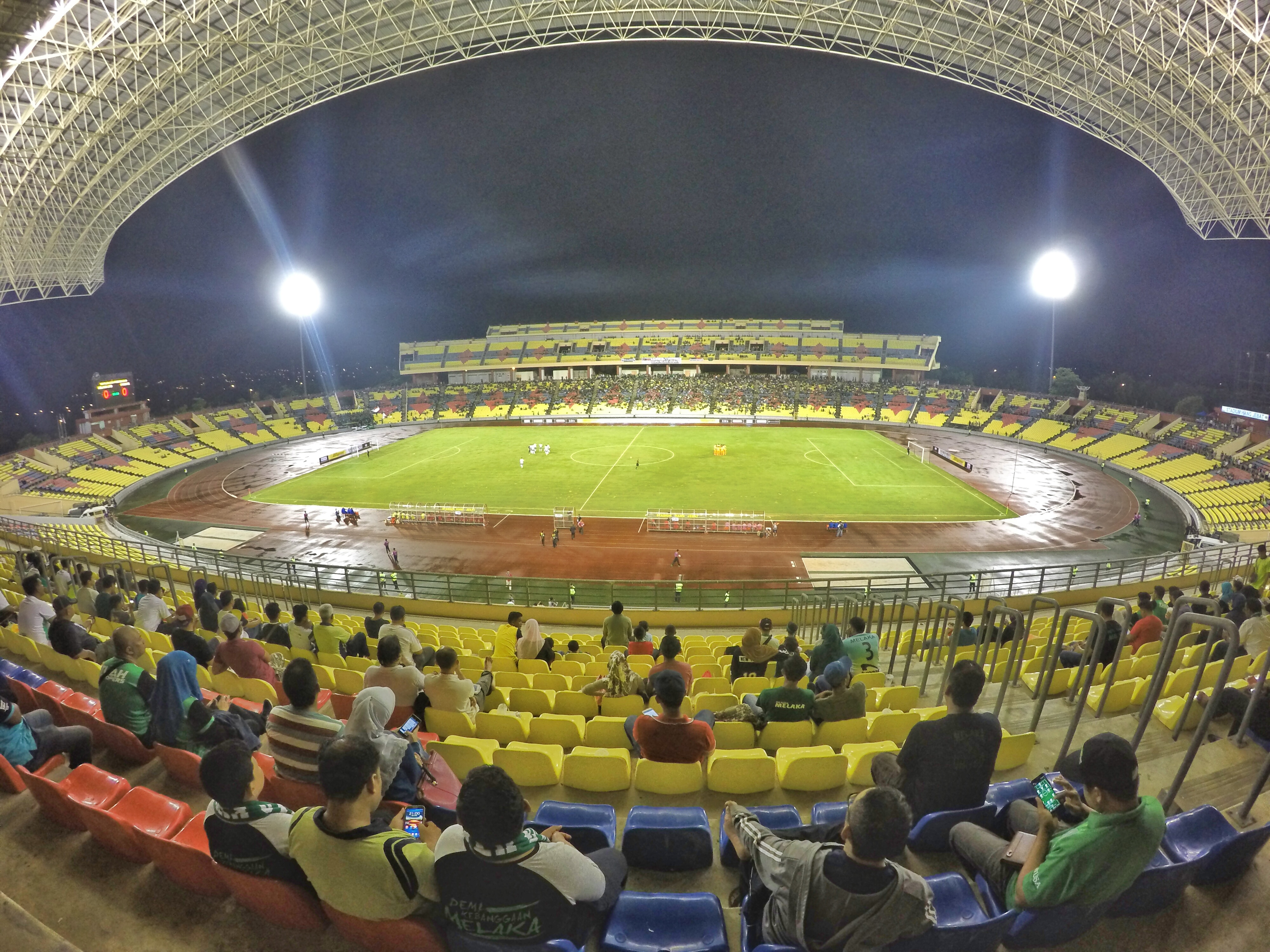
从顶端站台拍摄
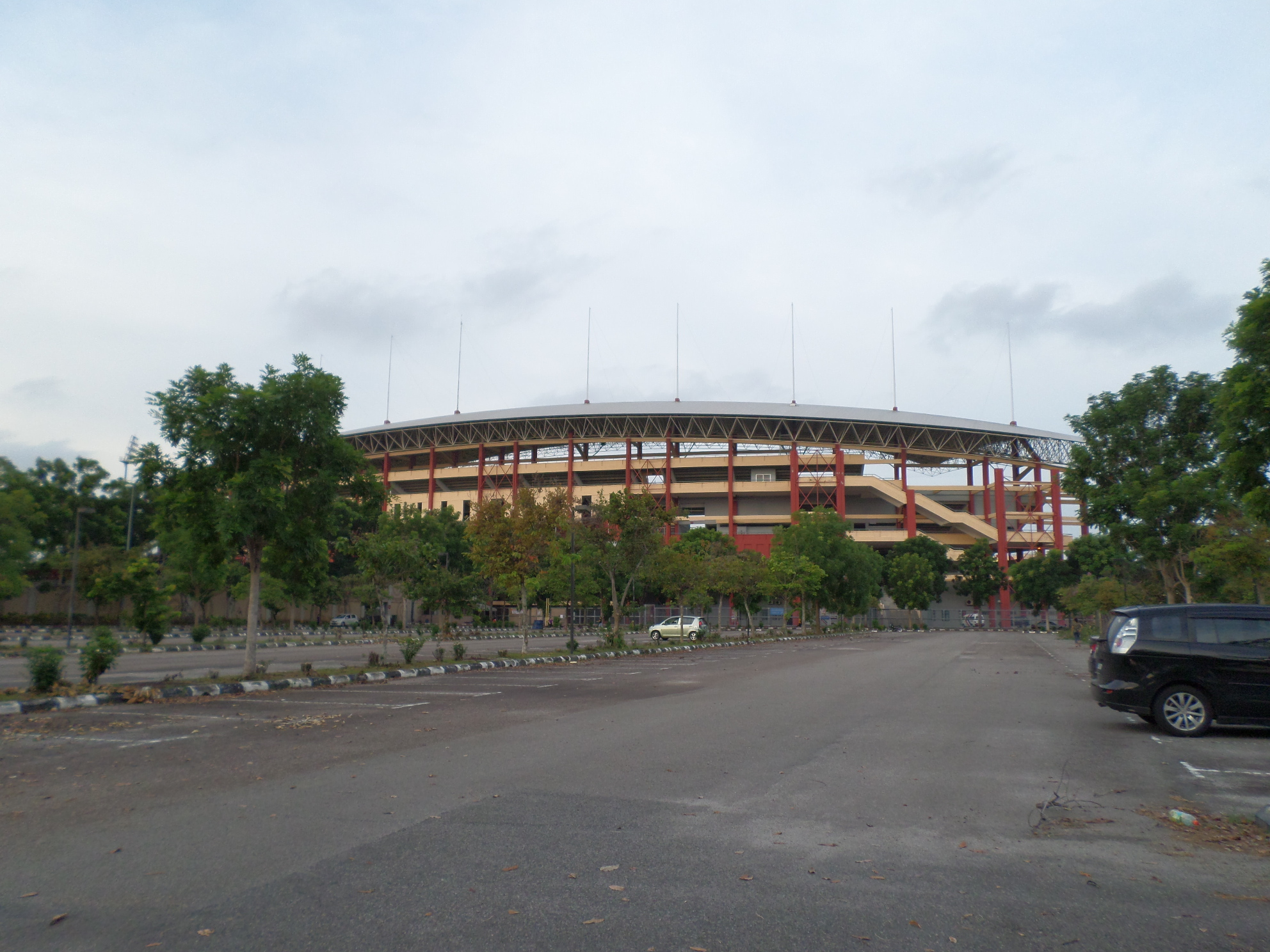
体育场外部
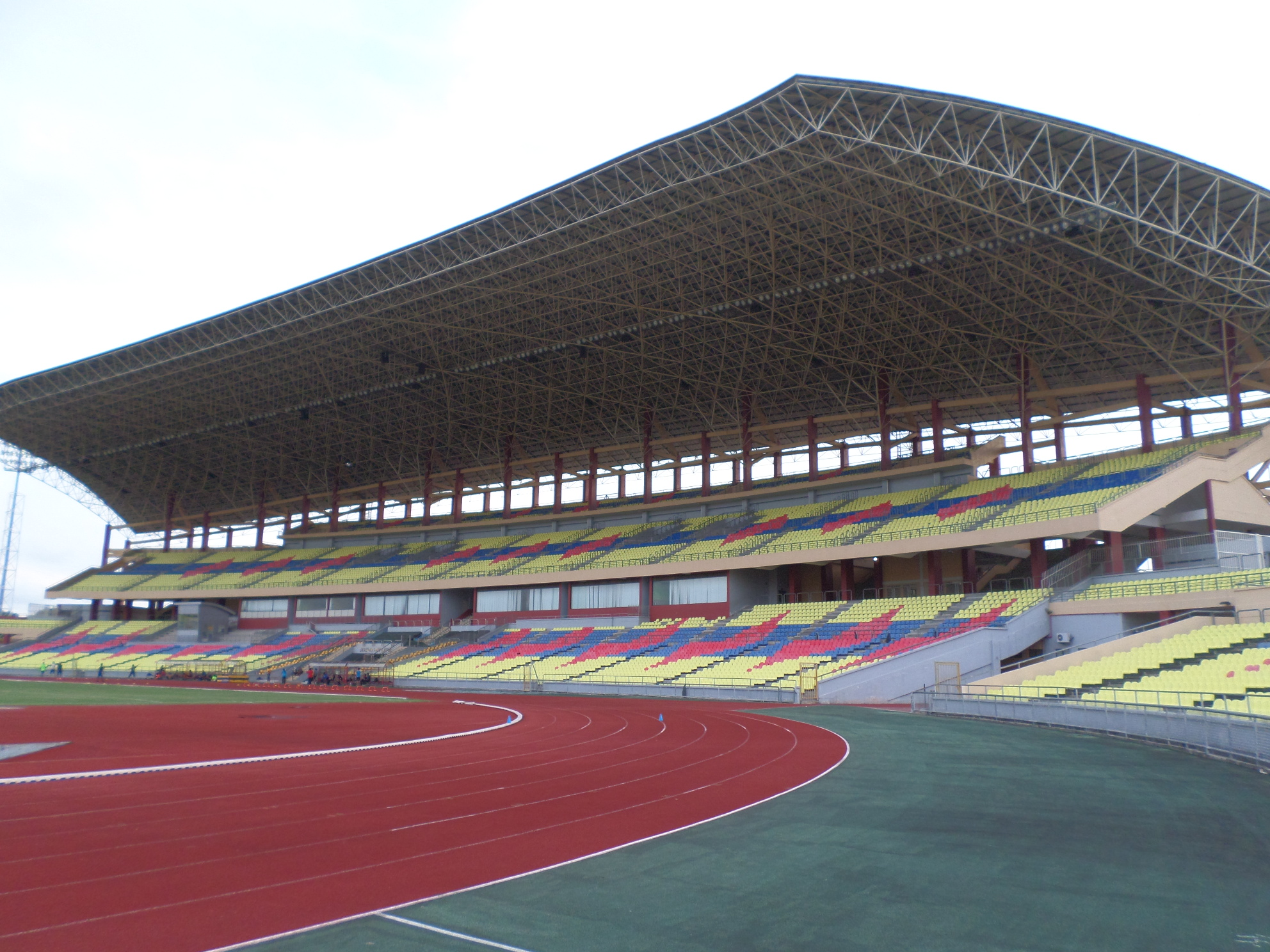
体育场内部